# Кади Ийяд
Абу-ль-Фадль ‘Ийяд ибн Муса аль-Андалуси, более известный как аль-Ка́ди ‘Ийя́д (араб. القاضي عياض‎; 1083, Сеута —1149, Марракеш) — исламский богослов из Магриба, имам суннитов, языковед-грамматист, историк, верховный шариатский судья (кади) Сеуты, а затем и Гранады. Один из Семерых святых Марракеша.

## Биография
Его полное имя: Абу-ль-Фадль ‘Ийяд ибн Муса ибн ‘Ийяд ибн ‘Амр ибн Муса ибн ‘Ийяд аль-Андалуси аль-Яхсуби ас-Сабти (араб. أبو الفضل عياض بن موسى بن عياض بن عمرو بن موسى بن عياض اليحصبي الأندلسي ، ثم السبتي‎).
Родился в 1083 году в городе Сеута (ар. Сабта), куда переехал из аль-Андалуса его дед. Обучался у хафиза абу Али аль-Гассани и в общей сложности провёл рядом с ним около 22 лет. После 1106 года путешествует в аль-Андалус и обучается хадисам у кадия Абу Али ас-Садафи, Абу Бахра ибн аль-‘Аса, Мухаммада ибн Хамдина, Абу-ль-Хусейна Сираджа-младшего, Абу Мухаммада ибн Аттаба, Хишама ибн Ахмада и др. Обучается фикху у Абу ‘Абдуллаха Мухаммада ибн ‘Исы ат-Тамими и кадия Мухаммада ибн ‘Абдуллаха аль-Мусайли.
От него передавали хадисы: имам Абдуллах ибн Мухаммад аль-Ашири, Абу Джа‘фар ибн аль-Кусайр аль-Гарнати, хафиз Халаф ибн Башкуваль, Абу Мухаммад ибн Убайдуллах аль-Хаджари, Мухаммад ибн аль-Хасан аль-Джабири и его сын Мухаммад ибн ‘Ийяд, кади Дении.
Кади ‘Ийяд был изгнан из своей родины и умер (по версии аз-Зирикли: отравлен иудеем) в девятую ночь месяца Джумада ас-сани 544 году хиджры (1149 год) в городе Марракеш (совр. Марокко). По версии аз-Захаби, Кади Ийяд был убит из-за того, что не признал непогрешимость Мухаммада ибн Тумарта, который объявил себя мессией-махди и выступил против Альморавидов.